# Аленевский, Марк Валерьевич
Ма́рк Вале́рьевич Алене́вский (род. 11 апреля 2009, Пермь) — чемпион России по сёги, 3 дан ФЕСА.
Играть в сёги Марк начал в 2019 году под руководством тренера Сергея Ожгибцева. На 1 мая 2024 года занимал пятую позицию в российском ФЕСА-листе. На момент завоевания звания является учащимся МАОУ «СОШ № 32 им. Г. А.  Сборщикова» города Пермь

## Разряды по сёги
- февраль 2020: 8 кю ФЕСА
- май 2021: 4 кю
- август 2021: 2 кю
- октябрь 2021: 1 кю
- май 2022: 1 дан
- июль 2022: 2 дан
- март 2024: 3 дан

## Турнирные достижения
- 2022: Серебряный призёр XVI Чемпионата России по сёги[2]
- 2022: Серебряный призёр XI Кубка России по сёги[2]
- 2023: Бронзовый призёр XI Кубка Москвы по сёги [3]
- 2023: Победитель Moscow Shogi Open [4]
- 2023: Бронзовый призёр XII Кубка России по сёги [5]
- 2024: Серебряный призёр XVIII Чемпионат России по сёги , чемпион России по сёги, как лучший игрок из страны на этом соревновании.[6]